# Tordher
Tordher (en ourdou : توردھر) est une ville pakistanaise située dans la province de Khyber Pakhtunkhwa. C'est la troisième plus grande ville du district de Swabi. Située à proximité du fleuve Indus et de la frontière avec le Pendjab, la ville se trouve à environ vingt kilomètres au sud de Mardan. 
La population de la ville a augmenté de près d'un tiers entre 1998 et 2017 selon les recensements officiels, passant de 27 861 habitants à 41 420, soit une croissance annuelle moyenne de 2,1 %, un peu inférieure à la moyenne nationale de 2,4 %.
|            | 1998 (rec.) | 2017 (rec.) |
| ---------- | ----------- | ----------- |
| Population | 27 861      | 41 420      |